# Marley & Me
Marley & Me és un pel·lícula americana dels gèneres comèdia i drama dirigida per David Frankel. El guió de Scott Frank i Don Roos que es basa en el llibre de memòries del mateix títol Marley & Me de John Groga.